# Kyliegh Curran

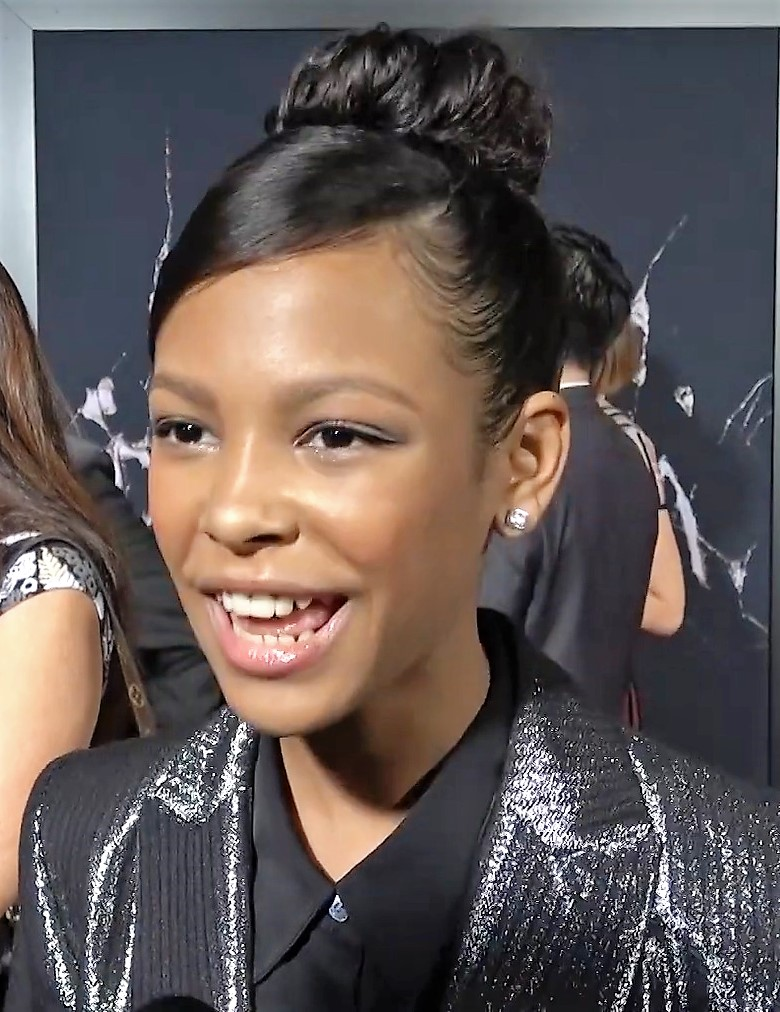
Kyliegh Curran, 2019

Kyliegh Curran (* 10. Dezember 2005 in Miami, Florida) ist eine US-amerikanische Schauspielerin. Ihre erste große Filmrolle hatte sie in  Mike Flanagans Horrorfilm Doctor Sleeps Erwachen im Jahre 2019, für den sie mit dem MCFCA-Award in der Kategorie beste Jungschauspielerin ausgezeichnet wurde.

## Filmografie
- 2017: I Can I Will I Did
- 2019: Doctor Sleeps Erwachen (Doctor Sleep)
- 2021: Das Geheimnis von Sulphur Springs (Secrets of Sulphur Springs) (Fernsehserie, 11 Episoden)
- 2023: Der Untergang des Hauses Usher (The Fall of the House of Usher, Fernsehserie)